# Камка (станція)
Ка́мка — проміжна залізнична станція 5 класу Конотопської дирекції Південно-західної залізниці на лінії Бахмач-Пасажирський — Деревини.
Розташована неподалік від села Камка Сновського району Чернігівської області між станціями Сновськ (12,5 км) та Городня (12 км).
На станції зупиняються поїзди лише далекого сполучення.